# Франклин (окръг, Кентъки)
Вижте пояснителната страница за други населени места с името Франклин.
Окръг Франклин (на английски: Franklin County) е окръг в щата Кентъки, Съединени американски щати. Площта му е 549 km², а населението - 47 687 души (2000). Административен център е град Франкфорт.